# 아흐마드 하프나위
아흐마드 아유브 하프나위(아랍어: أحمد أيوب حفناوي,‎ 2002년 12월 4일~)는 튀니지의 수영 선수로 주 종목은 자유형이다. 2020년 하계 올림픽에서 남자 자유형 400m 금메달을 획득했으며 2020 올림픽에 참가한 튀니지 선수 중 유일하게 금메달을 획득했다.

## 같이 보기
- 올림픽 수영 남자 메달리스트 목록